# Публий Помпоний Флак
Публий Помпоний Флак (на латински: Publius Pomponius Flaccus) е политик и сенатор на Римската империя през началото на 1 век. Произлиза от фамилията Помпонии, клон Флак.
Приятелят му император Тиберий го номинира за управител (legatus Augusti pro praetore) на провинция Мизия. Има задачата да се справи с Раскупорис II при разпрата му с цар Котис III (VIII) за Одриското царство в Тракия. През 32 – 35 г. той е проконсул, управител на римската провинция Сирия след Пакувий (заместник на Луций Елий Ламия в службата). Сменен е от Луций Вителий. Умира през 35 г.
Идентифициран е от някои източници с поета Луций Помпоний Флак (консул 17 г.)